# Pièces de monnaie en denar macédonien
Les pièces de monnaie macédoniennes sont une des représentations physiques, avec les billets de banque, de la monnaie de la Macédoine du Nord. Le denar (en macédonien Денар) est la devise de la Macédoine du Nord, depuis 1992. Il est divisé en 100 deni.
Les pièces macédoniennes portent toutes l'emblème national, un soleil, sur leur côté pile. Le côté face varie selon la valeur et représente la faune du pays, il porte toujours la mention РЕПУБЛИКА МАКЕДОНИЈА (République de Macédoine). La Banque nationale de la République de Macédoine produit aussi régulièrement des pièces commémoratives, frappées par l'atelier Goldmak, à Radovich.

## Pièces en circulation
| \| 50 denars \|                                                   | \| 50 denars \|                                                   | \| 50 denars \| | \| 50 denars \| | \| 50 denars \| |
| ----------------------------------------------------------------- | ----------------------------------------------------------------- | --- | --- | --------------- |
|                                                                   |                                                                   | | |                 |
| Avers : soleil à seize branches, avec l'inscription « 50 ДЕНАРИ » | Avers : soleil à seize branches, avec l'inscription « 50 ДЕНАРИ » | Revers : inscriptions « РЕПУБЛИКА МАКЕДОНИЈА » en cercle et « 2008 » en bas, représentation de la fresque de l'Archange Gabriel dans l'église Saint-Georges de Kourbinovo, détail également présent sur le billet de 50 denars. | Revers : inscriptions « РЕПУБЛИКА МАКЕДОНИЈА » en cercle et « 2008 » en bas, représentation de la fresque de l'Archange Gabriel dans l'église Saint-Georges de Kourbinovo, détail également présent sur le billet de 50 denars. |                 |
| Masse 7,7 g                                                       | Alliage cuivre 62 % – nickel 18 % - zinc 20 %                     | Diamètre 26,5 mm | Épaisseur ? |                 |
| Artiste(s) ?                                                      | Artiste(s) ?                                                      | Tranche ? | Tranche ? |                 |
| Millésimes 2008                                                   |                                                                   | | |                 |
| 50 denars                                                         |                                                                   | | |                 |

| \| 10 denars \|                                                   | \| 10 denars \|                                                   | \| 10 denars \| | \| 10 denars \| | \| 10 denars \| |
| ----------------------------------------------------------------- | ----------------------------------------------------------------- | --- | --- | --------------- |
|                                                                   |                                                                   | | |                 |
| Avers : soleil à seize branches, avec l'inscription « 10 ДЕНАРИ » | Avers : soleil à seize branches, avec l'inscription « 10 ДЕНАРИ » | Revers : inscriptions « РЕПУБЛИКА МАКЕДОНИЈА » en cercle et « 2008 » en bas, représentation du paon en mosaïque de la ville antique de Stobi, détail également présent sur le billet de 20 denars. | Revers : inscriptions « РЕПУБЛИКА МАКЕДОНИЈА » en cercle et « 2008 » en bas, représentation du paon en mosaïque de la ville antique de Stobi, détail également présent sur le billet de 20 denars. |                 |
| Masse 6,6 g                                                       | Alliage cuivre 70 % – nickel 12 % - zinc 18 %                     | Diamètre 24,5 mm | Épaisseur ? |                 |
| Artiste(s) ?                                                      | Artiste(s) ?                                                      | Tranche ? | Tranche ? |                 |
| Millésimes 2008                                                   |                                                                   | | |                 |
| 10 denars                                                         |                                                                   | | |                 |

| \| 5 denars \|                                                   | \| 5 denars \|                                                   | \| 5 denars \|                                                                                                | \| 5 denars \|                                                                                                | \| 5 denars \| |
| ---------------------------------------------------------------- | ---------------------------------------------------------------- | --- | --- | -------------- |
|                                                                  |                                                                  | | |                |
| Avers : soleil à seize branches, avec l'inscription « 5 ДЕНАРИ » | Avers : soleil à seize branches, avec l'inscription « 5 ДЕНАРИ » | Revers : inscriptions « РЕПУБЛИКА МАКЕДОНИЈА » en cercle et « 1993 » en bas, représentation d'un lynx boréal. | Revers : inscriptions « РЕПУБЛИКА МАКЕДОНИЈА » en cercle et « 1993 » en bas, représentation d'un lynx boréal. |                |
| Masse 7,20 g                                                     | Alliage cuivre 80 % – nickel 3 % - zinc 17 %                     | Diamètre 27,5 mm                                                                                              | Épaisseur ?                                                                                                   |                |
| Artiste(s) ?                                                     | Artiste(s) ?                                                     | Tranche ? | Tranche ? |                |
| Millésimes 1993                                                  |                                                                  | | |                |
| 5 denars                                                         |                                                                  | | |                |

| \| 2 denars \|                                                   | \| 2 denars \|                                                   | \| 2 denars \| | \| 2 denars \| | \| 2 denars \| |
| ---------------------------------------------------------------- | ---------------------------------------------------------------- | --- | --- | -------------- |
|                                                                  |                                                                  | | |                |
| Avers : soleil à seize branches, avec l'inscription « 2 ДЕНАРИ » | Avers : soleil à seize branches, avec l'inscription « 2 ДЕНАРИ » | Revers : inscriptions « РЕПУБЛИКА МАКЕДОНИЈА » en cercle et « 1993 » en bas, représentation d'une truite d'Ohrid. | Revers : inscriptions « РЕПУБЛИКА МАКЕДОНИЈА » en cercle et « 1993 » en bas, représentation d'une truite d'Ohrid. |                |
| Masse 6,20 g                                                     | Alliage cuivre 80 % – nickel 3 % - zinc 17 %                     | Diamètre 25,5 mm                                                                                                  | Épaisseur ? |                |
| Artiste(s) ?                                                     | Artiste(s) ?                                                     | Tranche ? | Tranche ? |                |
| Millésimes 1993                                                  |                                                                  | | |                |
| 2 denars                                                         |                                                                  | | |                |

| \| 1 denar \|                                                   | \| 1 denar \|                                                   | \| 1 denar \| | \| 1 denar \| | \| 1 denar \| |
| --------------------------------------------------------------- | --------------------------------------------------------------- | --- | --- | ------------- |
|                                                                 |                                                                 | | |               |
| Avers : soleil à seize branches, avec l'inscription « 1 ДЕНАР » | Avers : soleil à seize branches, avec l'inscription « 1 ДЕНАР » | Revers : inscriptions « РЕПУБЛИКА МАКЕДОНИЈА » en cercle et « 1993 » en bas, représentation d'un chien charplanina. | Revers : inscriptions « РЕПУБЛИКА МАКЕДОНИЈА » en cercle et « 1993 » en bas, représentation d'un chien charplanina. |               |
| Masse 5,10 g                                                    | Alliage cuivre 80 % – nickel 3 % - zinc 17 %                    | Diamètre 23,8 mm | Épaisseur ? |               |
| Artiste(s) ?                                                    | Artiste(s) ?                                                    | Tranche ? | Tranche ? |               |
| Millésimes 1993                                                 |                                                                 | | |               |
| 1 denar                                                         |                                                                 | | |               |

| \| 50 deni \|                                                   | \| 50 deni \|                                                   | \| 50 deni \| | \| 50 deni \| | \| 50 deni \| |
| --------------------------------------------------------------- | --------------------------------------------------------------- | --- | --- | ------------- |
|                                                                 |                                                                 | | |               |
| Avers : soleil à seize branches, avec l'inscription « 50 ДЕНИ » | Avers : soleil à seize branches, avec l'inscription « 50 ДЕНИ » | Revers : inscriptions « РЕПУБЛИКА МАКЕДОНИЈА » en cercle et « 1993 » en bas, représentation d'un mouette en vol. | Revers : inscriptions « РЕПУБЛИКА МАКЕДОНИЈА » en cercle et « 1993 » en bas, représentation d'un mouette en vol. |               |
| Masse 4,10 g                                                    | Alliage cuivre 85 % – zinc 15 %                                 | Diamètre 21,5 mm                                                                                                 | Épaisseur 1,6 mm                                                                                                 |               |
| Artiste(s) Graveur : Biljana Unkovska                           | Artiste(s) Graveur : Biljana Unkovska                           | Tranche lisse | Tranche lisse |               |
| Millésimes 1993                                                 |                                                                 | | |               |
| 50 deni                                                         |                                                                 | | |               |

## Pièces commémoratives
| Revers | Avers | Valeur    | Informations | Tirage                    |
| ------ | ----- | --------- | --- | ------------------------- |
|        |       | 1 denar   | Millésime : 1996 Sujet : 5 ans de l'indépendance de la République de Macédoine Dessin : Sur le revers, deux cigognes blanches, sur l'avers, l'emblème du pays. Artiste : Biljana Unkovska Métal : or (916 ‰). | 1 100                     |
|        |       | 10 denars | Millésime : 1999 Sujet : 50 ans de l'université Saints-Cyrille-et-Méthode de Skopje et 1115 ans de la fondation de l'école de Saint Clément d'Ohrid. Dessin : Sur le revers, le logo de l'université, sur l'avers, l'alphabet cyrillique macédonien. Artiste : Biljana Unkovska Métal : or (916 ‰).                                                                                            | 1 000                     |
|        |       | ?         | Millésime : 1997 Sujet : 30 ans de l'autocéphalie de l'Église orthodoxe macédonienne. Dessin : Sur le revers, Saint Clément d'Ohrid, sur l'avers, la cathédrale orthodoxe de Skopje. Artiste : Biljana Unkovska Métal : or (916 ‰). | 5 000                     |
|        |       | 5 denars  | Millésime : 1998 Sujet : 50 ans de l'exode des Macédoniens de la Macédoine grecque, à la suite de la Guerre civile grecque. Dessin : Sur le revers, reproduction d'une photo d'une mère et ses trois enfants, sur l'avers, le logo de l'Association des Enfants réfugiés de la Macédoine de l'Égée. Artiste : Biljana Unkovska Métal : or (916 ‰).                                             | 1 500                     |
|        |       | 2 denars  | Millésime : 2000 Sujet : 50 ans de la faculté d'économie de l'université Saints-Cyrille-et-Méthode de Skopje. Dessin : Sur le revers, le logo de la faculté, sur l'avers, le bâtiment de l'école « Goce Delčev », où les premiers cours ont eu lieu. Artiste : Biljana Unkovska Métal : or (916 ‰).                                                                                            | 1 000                     |
|        |       | 10 denars | Millésime : 2001 Sujet : 10 ans de l'indépendance de la République de Macédoine. Dessin : Sur le revers, le drapeau national découpé selon la forme géographique du pays, sur l'avers, un cep de vigne. Artiste : Biljana Unkovska Métal : or (916 ‰). | 1 000                     |
|        |       | 1 denar   | Millésime : 2000 Sujet : 2 000 ans du Christianisme. Dessin : Sur le revers, le logo de la Banque nationale de la République de Macédoine, sur l'avers, la croix de l'iconostase de l'église Saint-Georges du monastère du Polog, Kavadartsi. Artiste : Biljana Unkovska Métal : version en or (916 ‰), version en argent (925 ‰) et version en alliage (cuivre 80 % – nickel 3 % - zinc 17 %) | 1 000 pour chaque version |
|        |       | 60 denars | Millésime : 2004 Sujet : 60 ans de l'Assemblée anti-fasciste pour la Libération du Peuple macédonien (ASNOM). Dessin : Sur le revers, le monastère de Prohor Pčinjski, où s'est tenue l'assemblée pour la première fois, sur l'avers, la couverture de son manifeste. Artiste : Biljana Unkovska Métal : or (916 ‰)                                                                            | 500                       |

En 2003, à l'occasion des 100 ans de l'insurrection d'Ilinden, la Banque nationale de la République de Macédoine a également édité onze pièces commémoratives d'une valeur de 100 denars. Ces pièces portent l'effigie des héros du soulèvement, comme Goce Delčev.